# Callilitha
Callilitha är ett släkte av fjärilar. Callilitha ingår i familjen Crambidae.
Kladogram enligt Catalogue of Life:
| Callilitha | \| \| Callilitha boharti \| \| \| \| \| \| Callilitha tenaruensis \| \| \| \| |
|            | \| \| Callilitha boharti \| \| \| \| \| \| Callilitha tenaruensis \| \| \| \| |
|            | Callilitha boharti                                                            |
|            |                                                                               |
|            | Callilitha tenaruensis                                                        |
|            |                                                                               |